# Monticelli Brusati
Monticelli Brusati – miejscowość i gmina we Włoszech, w regionie Lombardia, w prowincji Brescia.
Według danych na rok 2004 gminę zamieszkiwało 3605 osób, 360,5 os./km².